# Huizhou
Huìzhōu (chinês: 惠州) é uma cidade na província de Cantão, na China.